# Hans Joachim Reichhardt
Hans Joachim Reichhardt (* 17. März 1925 in Weißenfels; † 28. Januar 2012 in Berlin) war ein deutscher Historiker.

## Leben

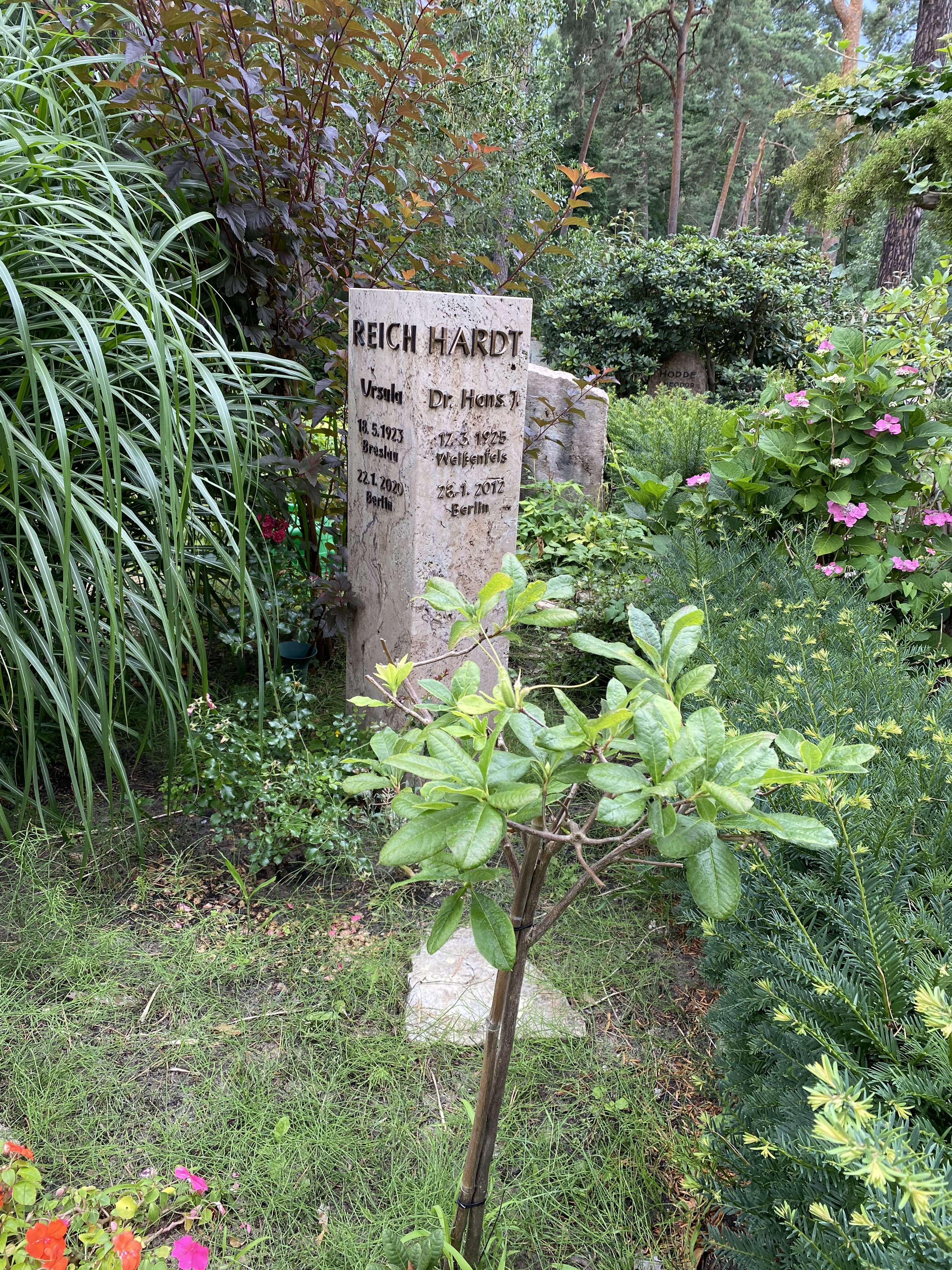
Grabstätte auf dem Waldfriedhof Dahlem

In seiner Kindheit lebte Hans Joachim Reichhardt lange Jahre im Großen Militärwaisenhaus in Potsdam. Im Zweiten Weltkrieg wurde er zweimal verwundet und verbrachte über vier Jahre in sowjetischer Kriegsgefangenschaft. Nach seiner Entlassung machte Reichhardt sein Abitur nach und begann im Wintersemester 1950/51 ein Studium der Geschichte, Publizistik und Anglistik an der Freien Universität Berlin. 1956 wurde er dort mit der Schrift Die Deutsche Arbeitsfront. Ein Beitrag zur Geschichte des nationalsozialistischen Deutschlands und zur Struktur des totalitären Herrschaftssystems promoviert. Danach wirkte er bis 1959 bei der „Forschungsgruppe Berliner Widerstand 1933 bis 1945“, ehe er 1959 an das Landesarchiv Berlin wechselte. Hier arbeitete er zunächst als wissenschaftlicher Mitarbeiter in der „Forschungsstelle für Berliner Zeitgeschichte“, später bei der neu eingerichteten „Abteilung Zeitgeschichte“, der er ab 1972 vorstand, bis er von 1979 bis 1990 das Landesarchiv als dessen Direktor leitete.
Reichhardt begründete die Schriftenreihe zur Berliner Zeitgeschichte, die letztendlich sieben Bände aus der Zeit zwischen 1945 und 1960 umfasst. Hinzu kamen zwei Bände zur Berliner Theaterchronik von 1945 bis 1980. Danach war er maßgeblich an der Entwicklung der noch heute herausgegebenen Jahrbücher beteiligt. 1974 gelang es Reichhardt, den Nachlass des Berliner Bürgermeisters Ernst Reuter für das Landesarchiv zu sichern. Darüber hinaus organisierte er eine Reihe von Ausstellungen und entwickelte die dazugehörigen Ausstellungskataloge.
Neben seiner Tätigkeit am Landesarchiv war Reichhardt dazu Mitglied der Historischen Kommission zu Berlin. Für sein umfangreiches Wirken zur Erforschung der jüngeren Geschichte Berlins wurde er 1992 mit dem Verdienstorden des Landes Berlin geehrt.
Reichhardt verstarb im Alter von 86 Jahren und wurde auf dem Waldfriedhof Dahlem beigesetzt. Die Grabstätte liegt im Feld 001-17.  

## Veröffentlichungen (Auswahl)
- 1961: Drei Jahrzehnte deutscher Geschichte 1918–1948 (mit Hermann Krätschell), Verlag E. Schmidt, Berlin.
- 1965: Ernst Reuter, Niedersächsische Landeszentrale für politische Bildung, Hannover.
- 1970: Wahlen in Berlin 1809 bis 1967. Ein Rückblick auf 160 Jahre Berliner Kommunalpolitik, Presse- und Informationsamt des Landes Berlin.
- 1972: 25 Jahre Theater in Berlin. Theaterpremieren von 1945 bis 1970 (als Bearbeiter), Verlag Spitzing, Berlin.
- 1979: Der Berliner Bär. Kleine Geschichte eines Stadtsymbols in Siegel, Wappen und Flagge, Presse- und Informationsamt des Landes Berlin.
- 1979: Berlin in der Weimarer Republik. Die Stadtverwaltung unter Oberbürgermeister Gustav Böss, Presse- und Informationsdienst des Landes Berlin.
- 1982: Die Böhmen in Berlin. 1732–1982, Katalog zur Ausstellung des Landesarchivs Berlin.
- 1984: Von Berlin nach Germania. Über die Zerstörungen der Reichshauptstadt durch Albert Speers Neugestaltungsplanungen (mit Wolfgang Schäche), Katalog zur Ausstellung des Landesarchivs Berlin, Verlag Transit, Berlin, ISBN 978-3-88747-025-8.
- 1985: Zwischen Oberspree und Unterhavel. Sport und Freizeit auf Berlins Gewässern, Katalog zur Ausstellung des Landesarchivs Berlin.
- 1986: Ludwig Hoffmann in Berlin. Die Wiederentdeckung eines Architekten (mit Wolfgang Schäche), Katalog zur Ausstellung des Landesarchivs Berlin, Verlag Transit, Berlin, ISBN 978-3-88747-033-3.
- 1987: „...raus aus den Trümmern“. Vom Beginn des Wiederaufbaus 1945 in Berlin, Katalog zur Ausstellung des Landesarchivs Berlin, Verlag Transit, Berlin, ISBN 978-3-88747-045-6.
- 1987: Berlin als Hauptstadt im Nachkriegsdeutschland und Land Berlin 1945–1985 (mit Georg Kotowski), Verlag de Gruyter, Berlin, ISBN 978-3-11-011590-1.
- 1988: ...bei Kroll 1844 bis 1957. Etablissement, Ausstellungen, Theater, Konzerte, Oper, Reichstag, Gartenlokal, Katalog einer Ausstellung des Landesarchivs Berlin, Verlag Transit, Berlin, ISBN 978-3-88747-048-7.